# Johannebergs vattentorn
| Vattentornet i Johanneberg: Till vänster cirka 1937 och till höger på 2000-talet efter ombyggnaden. |  | Vattentornet i Johanneberg: Till vänster cirka 1937 och till höger på 2000-talet efter ombyggnaden. |
| Vattentornet i Johanneberg: Till vänster cirka 1937 och till höger på 2000-talet efter ombyggnaden. |  | |

Johannebergs vattentorn är ett före detta vattentorn, högt beläget i stadsdelen Johanneberg i Göteborgs kommun. Det uppfördes 1924 enligt arkitekten Eugen Thorburns ritningar och byggdes 1995 om till bostäder.
Idag har tornet 14 våningar och består av 24 lägenheter om ett rum och kök. På varje våning finns endast två lägenheter. I tornet fanns tidigare Göteborgs högst belägna bostäder; översta våningen ligger 134 meter över havsnivån. Sedan 2023 har Karlatornet det rekordet.
Sedan ombyggnaden är vattentornet ägt och förvaltat av SGS Studentbostäder.